# Leonora
Leonora – miasto w Australii, w stanie Australia Zachodnia.